# Хён Бин
Ким Тхэпхён (кор. 김태평?, 金泰坪?;  род. 25 сентября 1982, Сеул, Республика Корея), наиболее известный под сценическим псевдонимом Хён Бин (кор. 현빈?, 玄彬?), — южнокорейский актёр и модель. Известен по фильмам: «Фатальная встреча», «Кооперация» и сиквел 2022 года, «Мошенники», а также корейским телесериалам: «Таинственный сад», «Воспоминания об Альгамбре» и «Любовь приходит с неба».
На протяжении своей телевизионной и кинокарьеры он был номинирован на множество наград, включая шесть номинаций на престижную премию «Пэксан». Также он получил различные награды за актёрское мастерство, в том числе Гран-при в категории телевидения на 47-й церемонии «Пэксан».
Хён был признан «Телеактёром года» по версии Gallup Korea в 2011 году. Благодаря международному успеху его работ, он стал одной из ведущих звёзд волны Халлю.

## Ранняя жизнь и образование
Хён Бин родился и вырос в Сеуле, Республика Корея, у него есть старший брат. Мечта стать актёром появилась у Хён Бина ещё в старшей школе. Он посещал актёрский кружок под видом, что идёт в библиотеку. Когда это выяснилось, ему запретили посещать эти занятия. Но вскоре родители сдались перед настойчивостью сына, поставив, правда, условие: он должен получить образование в Театральной студии университета Чхон-Ан. Хён Бин выпустился из театральной студии университета Чхон-Ан в 2004 году и в 2009 году поступил в тот же университет и получил степень магистра.

## Карьера

### 2003–2007: Начало карьеры, первые роли
Хён Бин впервые появился на экране в 2002 году в фильме «Душ». Однако из-за отсутствия финансирования съёмки были остановлены, и фильм так и не вышел. Дебютировал как актёр в 2003 году в телесериале «Телохранитель». Затем снялся в ситкоме «Без остановки 4» и романтической комедии «Ирландия», а также дебютировал в кино в том же году в молодёжном спортивном фильме «Убойная команда».
Хён стал звездой благодаря участию в романтической комедии 2005 года «Меня зовут Ким Сам Сун» с Ким Сона, за которую он получил премию «Превосходнейшие достижения» на церемонии MBC Drama Awards. «Меня зовут Ким Сам Сун» стала огромным хитом: средний рейтинг зрителей превышал 37%, а финальная серия набрала 50,5%, что сделало её одной из самых высокооценённых корейских драм всех времён. Высокая популярность сериала и его роль Самсика укрепили Хён Бина как одного из ведущих актёров Южной Кореи. Его слава распространилась за пределы страны, достигнув Японии и других азиатских государств, что сделало его звездой Халлю.
Хён исполнил главную роль в своём первом фильме «Первая любовь миллионера», сценарий которого был написан интернет-писателем Гиёни. Фильм имел успех у молодой аудитории. Следующим телевизионным проектом Хёна стал сериал «Снежная королева». Хотя сериал не достиг ожидаемых результатов, он принёс актёру его первую номинацию на престижную премию «Пэксан» в категории «Лучшая мужская роль — телевидение».

### 2008–2011: Новые карьерные вызовы и «Таинственный сад»

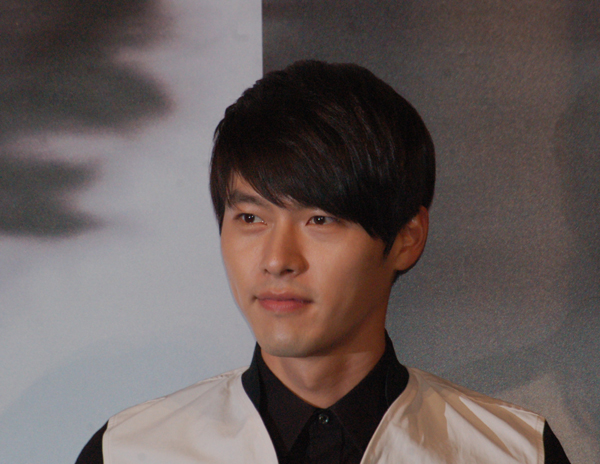
Хён Бин, 2011 год

Для расширения своего актёрского портфолио Хён начал выбирать более эклектичные проекты. В 2008 году он снялся в фильме режиссёра Юн Джончхана «Я счастлив», сыграв роль Мансу, человека, страдающего психическим заболеванием. Фильм был отобран для показа на 13-м Международном кинофестивале в Пусане в 2008 году, но вышел в прокат в кинотеатрах только в конце 2009 года. Позже он вернулся на телевидение в проекте «Мир, в котором они живут», который получил положительные отзывы благодаря сценарию Но Хикёна. Его актёрская игра в этом драматическом сериале была высоко оценена. В 2009 году Хён завоевал признание критиков за свою роль социопата в гангстерской саге «Друг, это наша с тобой легенда». Для подготовки к этой роли он, по некоторым данным, посмотрел оригинальный фильм Квак Кёнтхэка 20–30 раз.
В 2010 году Хён снялся в романтической фантастической драме «Таинственный сад», написанной Ким Ын Сук. Сериал набрал высокий рейтинг зрительского интереса — 35%, и получил огромную популярность как внутри страны, так и за её пределами благодаря своей моде, крылатым фразам и музыке. Его роль Ким Джу Вона вызвала «синдром Хён Бина», когда его имя и лицо стали появляться повсюду — от газет до телевидения и интернета. Хён был признан на 47-й церемонии вручения наград «Пэксан» и на церемонии награждения SBS Drama Awards за свою выдающуюся игру. Он также внёс вклад в саундтрек сериала с песней «That Man», которая заняла первое место в восьми корейских музыкальных порталах.
В 2011 году Хён снялся в двух фильмах, которые вышли один за другим: «То дождь, то солнце» — минималистичная инди-сериал о расставании режиссёра Ли Юнки, и «Поздняя осень» — англоязычный ремейк классического корейского фильма 1966 года режиссёра Ли Манхи. Съёмки фильма «Поздняя осень» проходили в Сиэтле. В этом фильме Хён исполнил роль мужчины в бегах, который влюбляется в женщину, вышедшую из тюрьмы на специальный отпуск. Фильм стал самым кассовым корейским фильмом, вышедшим в Китае на тот момент, собрав более 9,5 миллионов долларов США за две недели, что было беспрецедентным для мелодрамы. Хён получил положительные отзывы, в частности от The Hollywood Reporter, который отметил: «Больше всего впечатляет Хён, который не преуменьшает денди и нарциссическую сторону своей личности». Хён присутствовал на красной дорожке 61-го Берлинского международного кинофестиваля, где оба фильма были отобраны для показа. Он назвал эту честь своим «самым счастливым достижением».

### 2011–2012: Призыв на военную службу и увольнение
7 марта 2011 года Хён начал свою 21-месячную обязательную военную службу в качестве солдата в Корпусе морской пехоты. Он добровольно поступил на службу в Корпус морской пехоты, считающийся самым сложным родом войск в корейской армии, поскольку у него было хорошее впечатление о морпехах. Конкурс на поступление в Корпус морской пехоты в то время составлял 4:1, и Хён попал в топ-5% претендентов. Он подал заявку на службу в качестве боевого солдата. Решение вступить в Корпус морской пехоты на пике своей карьеры вызвало большой интерес в Корее и за рубежом. Семь телекомпаний, включая японскую NHK, запросили доступ к тренировочному лагерю. Во время обучения Хён был признан одним из лучших стрелков, войдя в число 16 лучших из примерно 720 новобранцев. Он поразил цель 19 раз из 20 на дневных стрельбах и все 10 выстрелов попали в цель ночью. Для получения звания лучшего стрелка новобранцы должны поразить цель более 18 раз из 20 в дневное время и 9 из 10 ночью.
Первоначально Корпус планировал назначить Хёна на должность по связям с общественностью. Однако из-за критики со стороны общественности и заявленного желания Хёна служить на передовой, он был направлен на действительную службу на остров Пэннёндо, расположенный вблизи Северной разграничительной линии и Ёнпхёндо, места артиллерийского столкновения между силами Северной и Южной Кореи в ноябре 2010 года.
После службы в морской пехоте в течение шести месяцев, Хён принял участие в «Соревновании по морскому марафону в честь годовщины освобождения Сеула». Он пробежал дистанцию длиной 6,25 км вместе с 400 старшими морскими пехотинцами. Это мероприятие было проведено в память о исторически значимом событии, когда морские пехотинцы отбили столицу Сеул, захваченную во время Корейской войны 1950–1953 годов.
Он был демобилизован 6 декабря 2012 года и награждён премией Министерства обороны и благодарностью командующего Корпусом морской пехоты за образцовое выполнение воинского долга. После слияния их предыдущего агентства AM Entertainment с SM Entertainment, представители Хёна объявили в ноябре 2012 года, что актёр и Син Мина решили стать независимыми и создать собственное агентство O& Entertainment.

### 2013–2016: Возвращение в индустрию развлечений

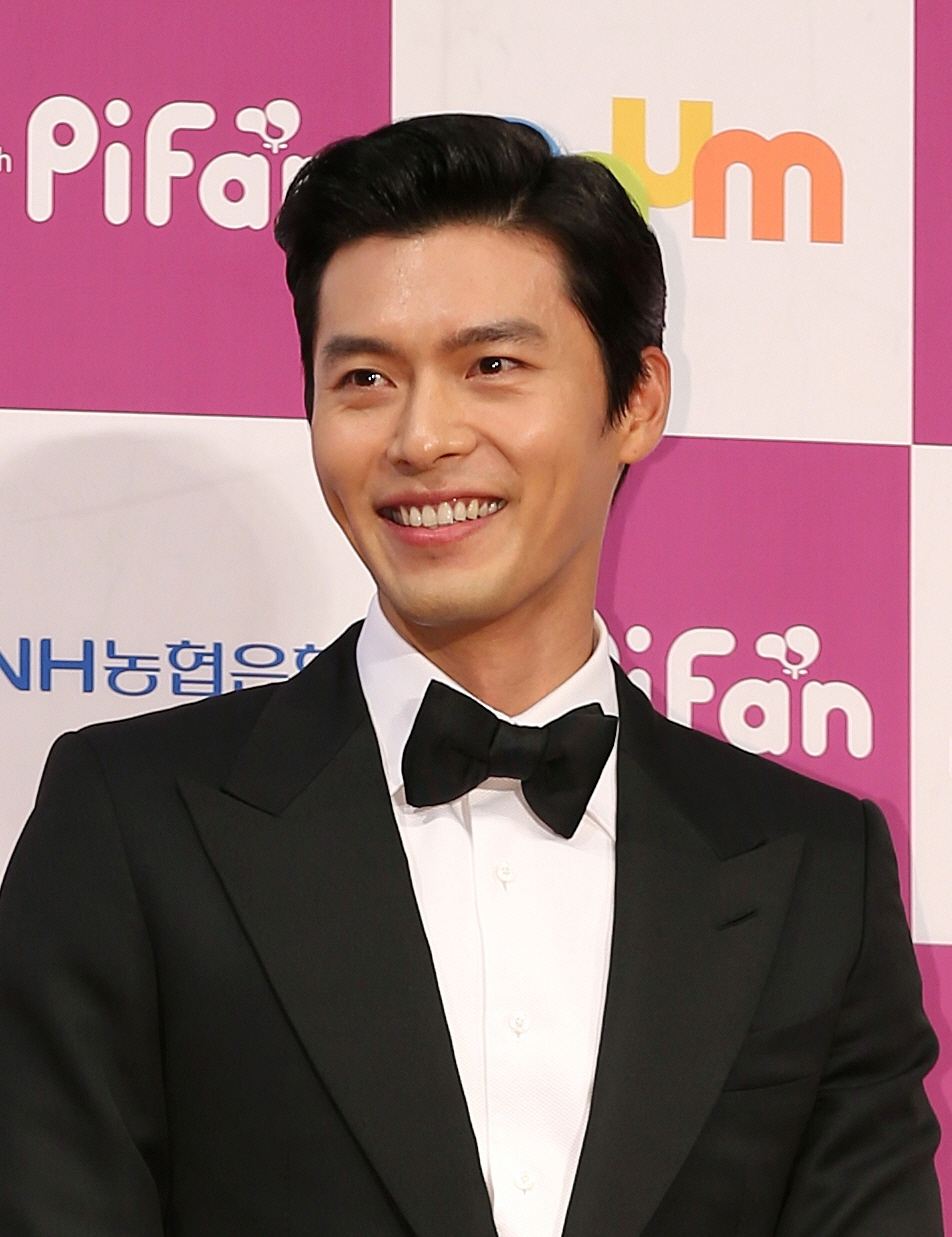
Хён Бин, 2014 год

В 2013 году Хён в основном занимался съёмками рекламных роликов в качестве востребованного рекламного лица. Он также проводил встречи с фанатами по всей Азии. Для своего актёрского возвращения после службы в армии Хён выбрал фильм «Фатальная встреча» — свой первый исторический фильм, в котором он исполнил главную роль короля Чонджо. В этом фильме он сыграл правителя, столкнувшегося с ожесточённой политической борьбой и попытками убийства во время своего правления. Фильм вышел в апреле 2014 года и собрал более трёх миллионов зрителей. Однако Хён подвергся критике за невыразительность и отсутствие эмоций в своей игре, что привело к в основном негативным отзывам.
В 2015 году Хён вернулся на корейскую сцену дорам после четырёхлетнего перерыва, сыграв в романтической комедии «Хайд, Джекил и я». В этой дораме, вдохновлённой литературным персонажем, он исполнил роль мужчины с раздвоением личности, чьи две ипостаси влюбляются в одну и ту же женщину. В январе 2016 года он основал собственное агентство VAST Entertainment, которое является дочерней компанией Kakao M.

### 2017–наст. время: Карьерный рост
Хён вернулся на большой экран с остросюжетным боевиком «Кооперация» 2017 года, где исполнил роль северокорейского детектива, тайно отправленного в Южную Корею для задержания преступной группировки, состоящей из северокорейских предателей. Фильм имел успех, а Хён получил положительные отзывы критиков за свои боевые сцены и комедийное исполнение. Затем он снялся в блокбастере «Мошенники» вместе с Ю Джитхэ. В этом фильме рассказывается о прокуроре, который планирует поймать мошенника, присвоившего крупную сумму денег.
В 2018 году Хён исполнил свою первую роль злодея в криминальном триллере «Переговоры» вместе с Сон Йеджин. Также в том же году он снялся в зомби-блокбастере «Ярость», спродюсированном VAST Entertainment. В 2018 году Хён вернулся на малые экраны в фантастическом триллере «Воспоминания об Альгамбре» вместе с Пак Синхе. Этот сериал стал одной из самых высокорейтинговых корейских дорам в истории кабельного телевидения, а Хён получил похвалу за своё, казалось бы, безразличное, но юмористическое изображение своего персонажа.

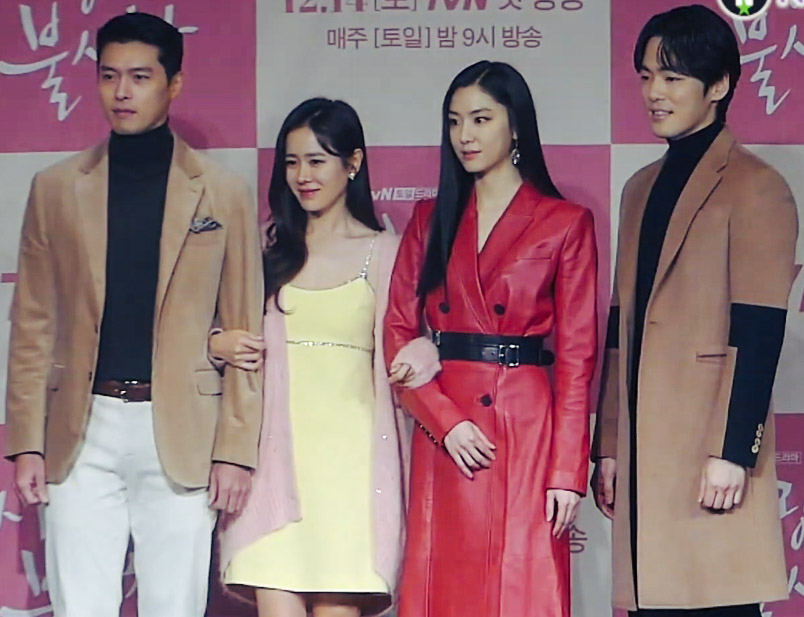
Актёрский состав сериала «Любовь приходит с неба», 2019 год

В 2019 году Хён исполнил роль капитана северокорейской армии в романтической драме «Любовь приходит с неба», воссоединившись с коллегой по фильму «Переговоры» Сон Йеджин. Дорама имела огромный успех и стала пятой по рейтингу корейской драмой в истории кабельного телевидения. Хёна высоко оценили за его способность передавать широкий спектр эмоций и актёрское мастерство. За роль капитана Ри Джон Хёка, офицера северокорейской элитной армии, Хён получил Гран-при на церемонии APAN Star Awards.
В 2023 году он снялся в боевике «Переговоры» режиссёра Им Сун Рё в роли агента Национальной разведывательной службы. По данным Корейского совета по кино, 24 января, на седьмой день после выхода, фильм собрал 1 023 232 зрителя. Боевик занял первое место в прокате Южной Кореи во время празднования Лунного Нового года.

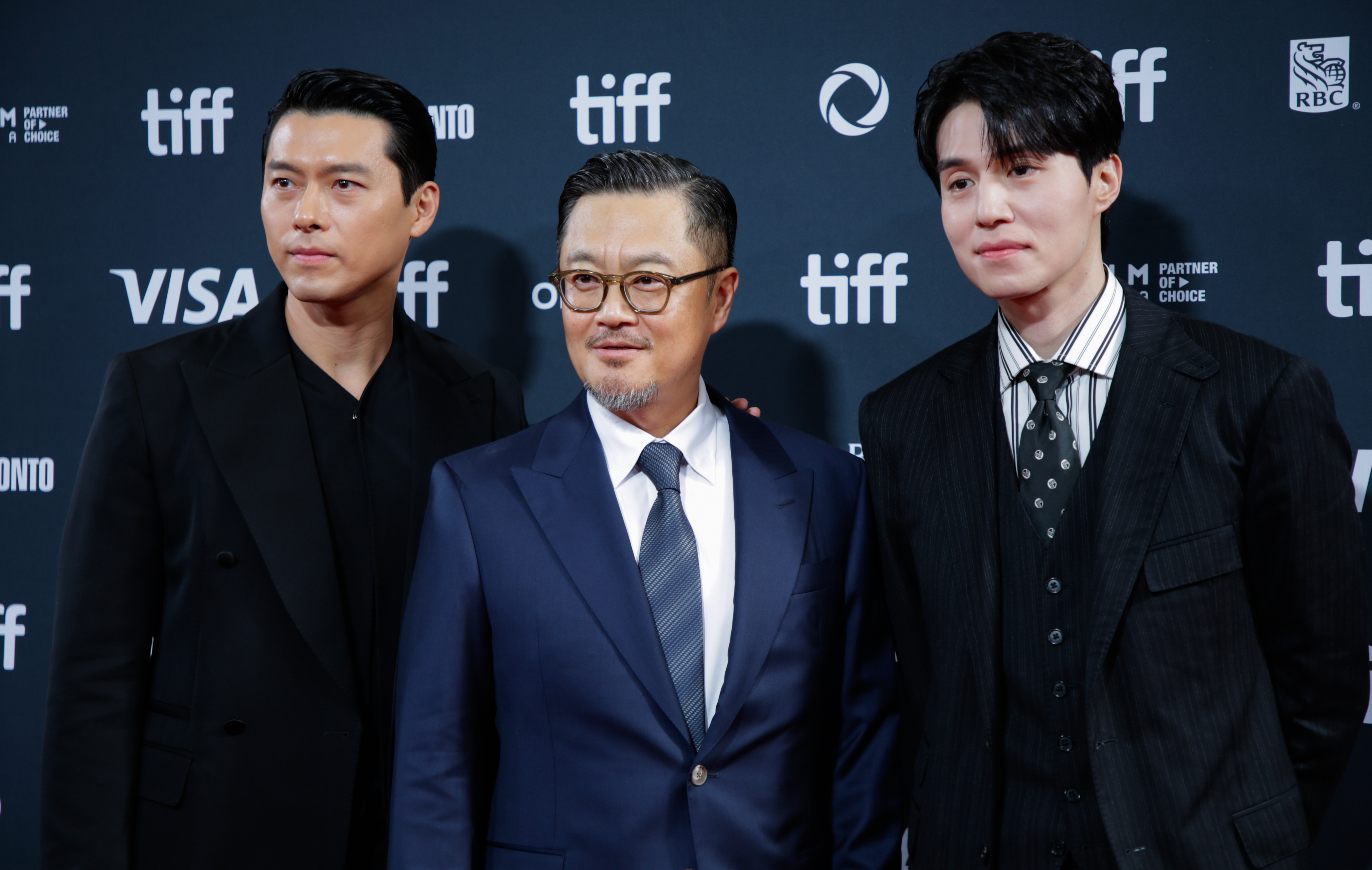
Актёры Хён Бин и Ли Дон Ук, вместе с режиссёром У Минхо на премьере фильма «Харбин (фильм)» на Кинофестивале в Торонто

В 2024 году Хён Бин снялся в фильме «Харбин», сыграв роль Ан Чунгына, борца за независимость Кореи, вместе с Пак Чонмином, Ли Дон Уком, Чон Ёбин и другими. Мировая премьера фильма состоялась 8 сентября 2024 года в рамках гала-программы Международного кинофестиваля в Торонто. Выйдя в прокат 24 декабря, фильм непрерывно пять дней подряд занимал первое место в корейском прокате. 29 декабря Корейский совет по кинематографии объявил, что по состоянию на предыдущий день (28 декабря) фильм «Харбин» официально посмотрели 2 054 058 зрителей, тем самым опередив блокбастер прошлого года «Сеульская весна», который достиг такого результата за шесть дней.
Действие «Харбина» происходит в 1909 году. Это исторический шпионский триллер о борцах сопротивления, стремящихся положить конец японской оккупации Кореи. Во время съёмок Хён Бин получил высокую оценку от съёмочной группы за свою непоколебимую преданность делу и глубокое погружение в роль. Для подготовки он тщательно изучил большую часть доступных материалов о генерале Ан Чунгыне. Актёрская игра Хён Бина отражает как одиночество, так и решимость Ан Чунгына, человека, рисковавшего своей жизнью в эпоху утраты суверенитета родины. Помимо эмоциональных нюансов, Хён Бин также продемонстрирует динамичные боевые сцены по мере развития сюжета в путешествии в Харбин. Режиссёр У Минхо, впервые работавший с Хён Бином, высоко оценил его игру, сказав: «В „Харбине“ Хён Бин принял новый вызов, создав образ Ан Чунгына с беспрецедентной глубиной и результатом, не имеющим аналогов в его предыдущих работах». За свою роль Хён Бин был номинирован в шестой раз на престижную премию «Пэксан».

## Личная жизнь
По характеру Хён Бин очень скромный — он смущается разговаривать с незнакомцами. Его актёрскому таланту помогают развиваться потрясающее обаяние и харизма. Актёр считает, что имя Ким Тхэпхён немного старомодное, но тем не менее хорошее — из него можно понять, что он не вспыльчивый. Сценический псевдоним «Хён Бин» означает «ярко сиять» — это отражает мечту Тхэпхёна стать одним из лучших актёров.
Встречался с корейской актрисой и коллегой по дораме «Мир, в котором они живут» Сон Хегё, но пара рассталась из-за напряжённого графика съёмок и заступлением на военную службу Хён Бина.
15 декабря 2016 года стало известно, что актёр встречается с актрисой Кан Сора. 8 декабря 2017 года объявили, что пара рассталась. Оба агентства актёров подтвердили информацию о разрыве отношений. Причиной расставания послужил слишком плотный график актёров. Сообщается, что молодые люди остались в хороших отношениях, а также собираются поддерживать друг друга в будущем, однако только как коллеги.

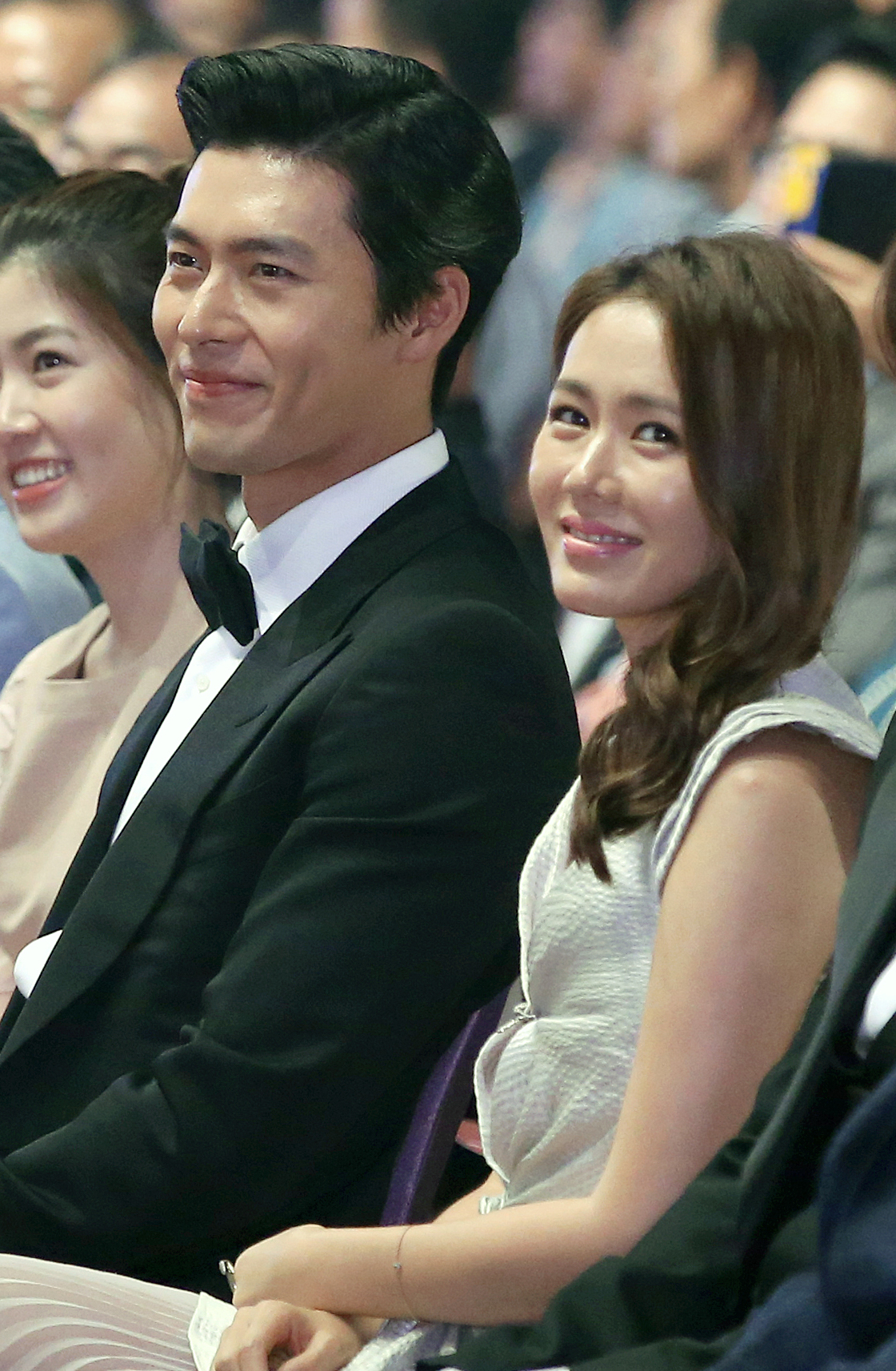
Хён Бин и Сон Йеджин, 2014 год

1 января 2021 года агентство Хёна подтвердило, что он состоит в отношениях с актрисой Сон Йеджин, своей коллегой по фильму «Переговоры», с 2020 года после завершения съёмок сериала «Любовь приходит с неба». 10 февраля 2022 года Хён и Сон объявили о своей помолвке в письмах, опубликованных в их аккаунтах в социальных сетях. Они поженились на частной церемонии 31 марта 2022 года в присутствии членов своих семей и близких друзей. 27 июня 2022 года Сон объявила о своей беременности первым ребёнком в паре. Сын родился 27 ноября 2022 года.

## Фильмография

### Кино
| Год  | Название                 | Роль          | Примечания            | Ист.    |
| ---- | ------------------------ | ------------- | --------------------- | ------- |
| 2002 | Душ                      | Хон Кю        | Не выпущен            | [ 5 ]   |
| 2004 | Убойная команда          | Ли Мингю      |                       | [ 9 ]   |
| 2005 | Длинноногий дядюшка      | Хёнджун       | Специальное появление | [ 122 ] |
| 2006 | Первая любовь миллионера | Кан Джэкён    |                       | [ 14 ]  |
| 2009 | Я счастлив               | Чо Мансу      |                       | [ 18 ]  |
| 2011 | Поздняя осень            | Хун           |                       | [ 38 ]  |
| 2011 | То дождь, то солнце      | Хван Джисок   |                       | [ 44 ]  |
| 2011 | Слёзы Африки             | Рассказчик    | Документальный        | [ 123 ] |
| 2014 | Фатальная встреча        | король Чонджо |                       | [ 81 ]  |
| 2017 | Кооперация               | Им Чхольрён   |                       | [ 89 ]  |
| 2017 | Мошенники                | Хван Чисон    |                       | [ 92 ]  |
| 2018 | Переговоры               | Мин Тэгу      |                       | [ 95 ]  |
| 2018 | Ярость                   | Ли Чун        |                       | [ 97 ]  |
| 2022 | Кооперация 2: Интернэшнл | Им Чхольрён   |                       | [ 124 ] |
| 2023 | Переговоры               | Пак Дэсик     |                       | [ 125 ] |
| 2024 | Харбин                   | Ан Чунгын     |                       | [ 126 ] |

### Телесериалы
| Год       | Название                       | Роль                 | Примечания | Ист.    |
| --------- | ------------------------------ | -------------------- | ---------- | ------- |
| 2003      | Телохранитель                  | Сталкер              | Экстра     | [ 7 ]   |
| 2004      | Без остановки 4                | Самого себя          |            | [ 127 ] |
| 2004      | Ирландия                       | Кан Гук              |            | [ 128 ] |
| 2005      | Меня зовут Ким Сам Сун         | Хен Чжинхон          |            | [ 129 ] |
| 2005      | Без остановки 5                | Самого себя          | Камео      | [ 130 ] |
| 2006–2007 | Снежная королева               | Хан Тхэун / Хан Дыгу |            | [ 16 ]  |
| 2009      | Друг, это наша с тобой легенда | Хан Донсу            |            | [ 26 ]  |
| 2010–2011 | Таинственный сад               | Ким Чжувон           |            | [ 29 ]  |
| 2015      | Хайд, Джекил и я               | Гу Соджин / Робин    |            | [ 86 ]  |
| 2018–2019 | Воспоминания об Альгамбре      | Ю Чжину              |            | [ 100 ] |
| 2019–2020 | Любовь приходит с неба         | Ри Чжон Хёк          |            | [ 103 ] |

### Веб-сериалы
| Год | Название        | Роль      | Ист.    |
| --- | --------------- | --------- | ------- |
| TBA | Сделано в Корее | Пэк Китхэ | [ 131 ] |

## Награды и номинации
| Награда                                      | Год  | Категория                                           | Работа / Номинант                                   | Результат | Ист.            |
| -------------------------------------------- | ---- | --------------------------------------------------- | --------------------------------------------------- | --------- | --------------- |
| APAN Star Awards                             | 2021 | Гран-при (Дэсан)                                    | Любовь приходит с неба                              | Победа    | [ 132 ]         |
| Премия «Пэксан»                              | 2005 | Лучший новый актёр — телевидение                    | Ирландия                                            | Номинация |                 |
| Премия «Пэксан»                              | 2006 | Самый популярный актёр — кино                       | Первая любовь миллионера                            | Победа    | [ 133 ]         |
| Премия «Пэксан»                              | 2007 | Лучшая мужская роль — телевидение                   | Снежная королева                                    | Номинация |                 |
| Премия «Пэксан»                              | 2011 | Гран-при — телевидение                              | Таинственный сад                                    | Победа    | [ 34 ]          |
| Премия «Пэксан»                              | 2011 | Лучшая мужская роль — телевидение                   | Таинственный сад                                    | Номинация |                 |
| Премия «Пэксан»                              | 2019 | Лучшая мужская роль — телевидение                   | Воспоминания об Альгамбре                           | Номинация | [ 134 ]         |
| Премия «Пэксан»                              | 2020 | Самый популярный актёр                              | Любовь приходит с неба                              | Победа    | [ 135 ] [ 136 ] |
| Премия «Пэксан»                              | 2020 | Лучшая мужская роль — телевидение                   | Любовь приходит с неба                              | Номинация | [ 135 ] [ 136 ] |
| Премия «Пэксан»                              | 2025 | Лучшая мужская роль — кино                          | Харбин                                              | Номинация | [ 113 ]         |
| KBS Drama Awards                             | 2006 | Лучшая пара                                         | Хён Бин (вместе с Сон Юри); Снежная королева        | Победа    | [ 137 ]         |
| KBS Drama Awards                             | 2006 | Премия нетизенов                                    | Снежная королева                                    | Победа    | [ 137 ]         |
| KBS Drama Awards                             | 2006 | Награда за популярность                             | Снежная королева                                    | Победа    | [ 137 ]         |
| KBS Drama Awards                             | 2006 | Выдающиеся достижения, Актёр                        | Снежная королева                                    | Номинация |                 |
| KBS Drama Awards                             | 2008 | Выдающиеся достижения, Актёр в мини-сериале         | Мир, в котором они живут                            | Номинация |                 |
| Korea Film Actors Association Awards         | 2017 | Лучшая звезда                                       | Кооперация, Мошенники                               | Победа    | [ 138 ]         |
| Puchon International Fantastic Film Festival | 2014 | Выбор продюсеров                                    | Хён Бин                                             | Победа    | [ 139 ]         |
| MBC Drama Awards                             | 2004 | Лучший новый актёр                                  | Ирландия                                            | Победа    | [ 140 ]         |
| MBC Drama Awards                             | 2005 | Лучшая пара                                         | Хён Бин (вместе с Ким Сона); Меня зовут Ким Сам Сун | Победа    | [ 141 ]         |
| MBC Drama Awards                             | 2005 | Награда за популярность                             | Меня зовут Ким Сам Сун                              | Победа    | [ 141 ]         |
| MBC Drama Awards                             | 2005 | Превосходные достижения, Актёр                      | Меня зовут Ким Сам Сун                              | Победа    | [ 142 ]         |
| MBC Drama Awards                             | 2009 | Выдающиеся достижения, Актёр                        | Друг, это наша с тобой легенда                      | Номинация |                 |
| MBC Entertainment Awards                     | 2004 | Специальная награда в номинации «Актёр телевидения» | Без остановки 4                                     | Победа    | [ 143 ]         |
| SBS Drama Awards                             | 2010 | Лучшая пара                                         | Хён Бин (вместе с Ха Дживон); Таинственный сад      | Победа    | [ 144 ]         |
| SBS Drama Awards                             | 2010 | Награда за популярность среди пользователей Сети    | Таинственный сад                                    | Победа    | [ 144 ]         |
| SBS Drama Awards                             | 2010 | Топ–10 Звёзд                                        | Таинственный сад                                    | Победа    | [ 144 ]         |
| SBS Drama Awards                             | 2010 | Выдающиеся достижения, Актер в специальной драме    | Таинственный сад                                    | Победа    | [ 144 ]         |
| SBS Drama Awards                             | 2015 | Превосходные достижения, Актер в специальной драме  | Хайд, Джекил и я                                    | Номинация |                 |
| Yahoo! Asia Buzz Awards                      | 2020 | Наиболее популярный корейский артист                | Хён Бин                                             | Победа    | [ 145 ]         |

### Государственные награды
| Страна           | Год  | Награда                     | Ист.    |
| ---------------- | ---- | --------------------------- | ------- |
| Республика Корея | 2020 | Президентская благодарность | [ 149 ] |

### Списки
| Издатель   | Год  | Список                                             | Место | Ист.    |
| ---------- | ---- | -------------------------------------------------- | ----- | ------- |
| Forbes     | 2011 | Korea Power Celebrity                              | 32-е  | [ 150 ] |
| Forbes     | 2015 | Korea Power Celebrity                              | 19-е  | [ 151 ] |
| Forbes     | 2020 | Korea Power Celebrity                              | 29-е  | [ 152 ] |
| Forbes     | 2021 | Korea Power Celebrity                              | 21-е  | [ 153 ] |
| The Screen | 2019 | 2009–2019. Самые кассовые актёры корейских фильмов | 37-е  | [ 154 ] |

### Комментарии
1. ↑  Награды вручаются на Премии Корейской популярной культуры и искусств, организованной Корейским агентством креативного контента и Министерством культуры, спорта и туризма.[146][147] Они присуждаются тем, кто внёс вклад в искусство и поп-культуру Южной Кореи.[148]